# Маренго (Индијана)
Маренго (енгл. Marengo) град је у америчкој савезној држави Индијана.

## Демографија
По попису из 2010. године број становника је 828, што је 1 (-0,1%) становника мање него 2000. године.
| Група             | 2000.       | 2010.       |
| Белци             | 814 (98,2%) | 784 (94,7%) |
| Афроамериканци    | 0 (0,0%)    | 1 (0,1%)    |
| Азијати           | 1 (0,1%)    | 0 (0,0%)    |
| Хиспаноамериканци | 9 (1,1%)    | 17 (2,1%)   |
| Укупно            | 829         | 828         |